# Amadeu Vives i Roig
Amadeu Vives i Roig (ur. 18 listopada 1871 w Collbató, zm. 1 grudnia 1932 w Madrycie) – hiszpański kompozytor.

## Życiorys
W 1881 roku osiadł wraz z rodziną w Barcelonie, gdzie uczył się gry na fortepianie, harmonii i kompozycji pod kierunkiem Joségo Ribery. Studia kontynuował u Felipe Pedrella. W 1891 roku wspólnie z Lluísem Milletem założył chór Orfeó Català, dla którego potrzeb pisał utwory i dokonywał aranżacji pieśni ludowych. W 1896 roku został kierownikiem chóru barcelońskiego Teatro Novedades. W 1897 roku zamieszkał w Madrycie, poświęcając się działalności kompozytorskiej. Napisał sztukę Jo no sabia que el món era així (wyst. 1920). Opublikował zbiór esejów pt. Sofia (wyd. Madryt 1923).

## Twórczość
Tworzył przede wszystkim muzykę sceniczną. Był jednym z czołowych twórców zarzuel, których skomponował prawie 100. Nawiązywał do XIX-wiecznej tradycji operowej, jego język dźwiękowy cechuje się bogatą kolorystyką. W swoich kompozycjach wykorzystywał elementy katalońskiego folkloru muzycznego.

## Wybrane kompozycje
(na podstawie materiałów źródłowych)

### Opery
- Artús (wyst. Barcelona 1895)
- Don Lucas del Cigarral (wyst. Madryt 1899)
- Maruxa (wyst. Madryt 1914)
- Balada de Carnaval (wyst. Madryt 1919)
- Doña Francisquita (wyst. Madryt 1923)

### Operetki
- La favorita del rey (wyst. Madryt 1905)
- El pretendiente (wyst. Madryt 1913)
- El duquesito (wyst. Madryt 1920)

### Zarzuele
- La primera del barrio (wyst. Madryt 1898)
- Bohemios (wyst. Madryt 1904)
- El principe ruso (wyst. Madryt 1905)
- El señor Pandolfo (wyst. Madryt 1916)
- El talismán (wyst. Madryt 1932)

### Utwory chóralne
- L’emigrant (1894)
- Follies i paisatges (1928)